# پایگاه هوایی لاوسن
پایگاه هوایی لاوسن (به انگلیسی: Lawson Army Airfield) یک فرودگاه نظامی با کد یاتا LSF است که یک باند فرود آسفالت دارد و طول باند آن ۳۰۴۸ متر است. این فرودگاه در کشور ایالات متحده آمریکا قرار دارد و در ارتفاع ۷۱ متری از سطح دریا واقع شده است.